# 南京晓庄实验学校

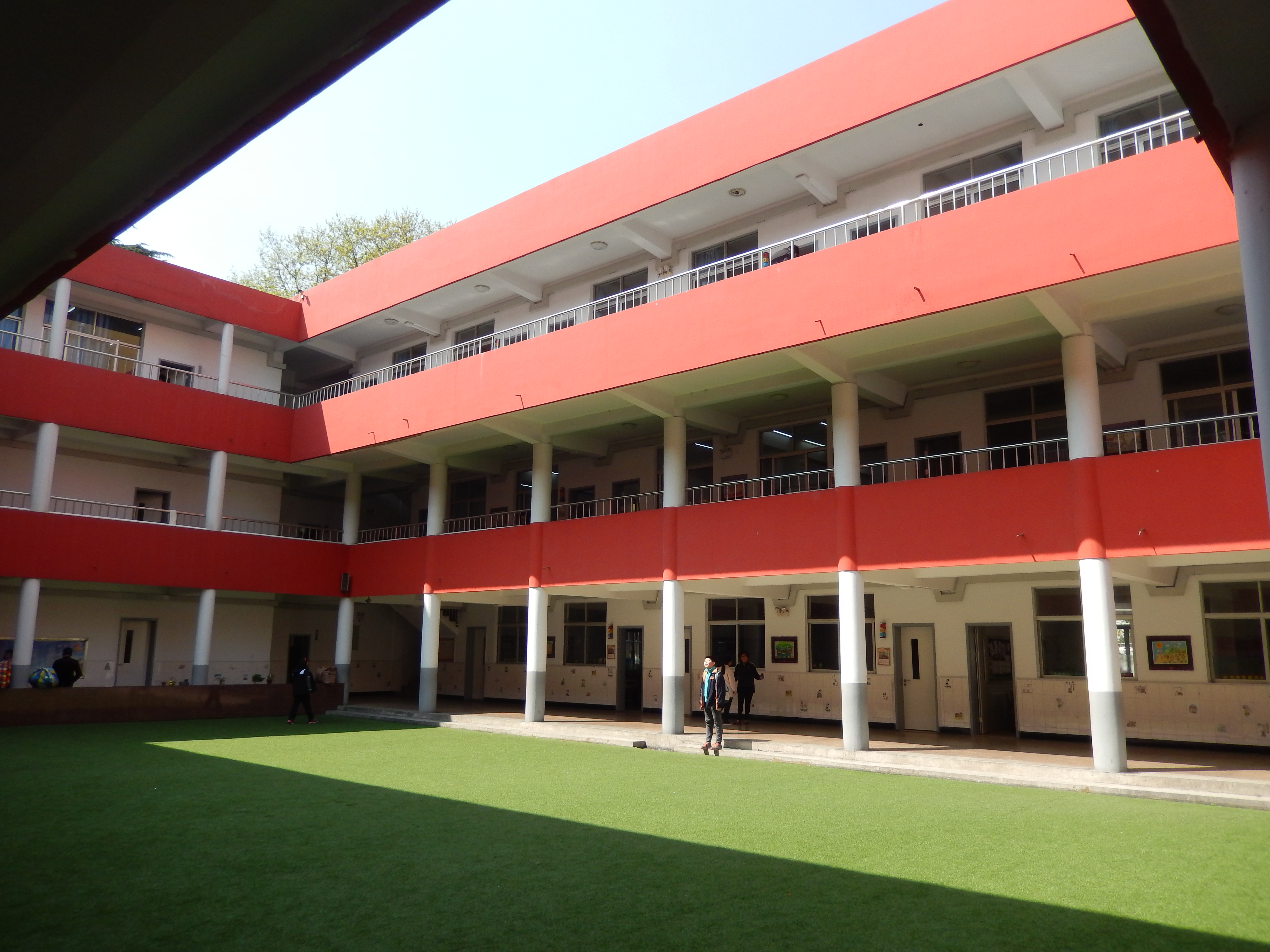
晓庄校区

南京晓庄实验学校（另有南京市金陵中学高新分校、南京小红叶幼儿园两块牌子）是1992年12月19日由南京市教育局批准成立、由南京晓庄学院主办的江苏省首家按国有民办体制运转的、寄宿制的民办学校。
校址如下：
| 校区             | 地址                  | 部门                   |
| ---------------- | --------------------- | ---------------------- |
| 晓庄校区         | 栖霞区晓庄中心村131号 | 小学部                 |
| 高新校区         | 江北新区高新路10号    | 小学部、中学部（初中） |
| 南京小红叶幼儿园 | 江宁区齐武路2号       | 幼儿园                 |

学校共有61个教学班，2000多名中小幼学生（其中有10多名外籍学生），370多名教职工。

## 历史
2008年，南京实验国际学校与南京市金陵中学实行联合办学，由金陵中学承办中学部，联合创办了“金陵中学课程改革实验基地学校”，全面实行教学管理。
学校与美国、法国等国家建立了校际友好合作关系，每年都要互派教师进修和学生互访。2013年，学校被评为“江苏省民办教育先进单位”。
2015年12月20日，南京市金陵中学高新分校揭牌仪式在浦口高新区南京实验国际学校举行，南京市金陵中学校长孙夕礼和南京实验国际学校校长田宁代表双方签署了联合办学协议书，南京实验国际学校正式成为金陵中学集团成员校。
2024年4月30日起，学校由南京实验国际学校更名为南京晓庄实验学校。